# Прапретно (Шентюр)
Прапретно (словен. Prapretno) — поселення в общині Шентюр, Савинський регіон, Словенія. 
Висота над рівнем моря: 628,5 м.